# James Donald Cameron
James Donald Cameron (ur. 14 maja 1833 w Middletown, Pensylwania, zm. 30 sierpnia 1918 w hrabstwie Lancaster w Pensylwanii) – amerykański polityk, sekretarz wojny w gabinecie prezydenta Ulyssesa Granta i wieloletni senator z Pensylwanii.
Jego ojciec, Simon Cameron, także był sekretarzem wojny Stanów Zjednoczonych oraz senatorem z Pensylwanii.